# 奇甫倍
奇 甫倍（キ・ボベ、朝鮮語: 기보배、1988年2月20日 - ）は、大韓民国のアーチェリー選手。本貫は幸州奇氏。
全羅北道高敞郡高敞邑に生まれ、光州女子大学校を卒業し、現在は光州広域市庁のアーチェリーチームに所属している。
2010年アジア競技大会の女子アーチェリー団体戦と2012年ロンドンオリンピックの女子個人戦、女子団体戦にて金メダルを獲得した。
2014年アジア競技大会に向けての代表選抜戦に脱落し、いっときKBSの客員としてアーチェリーの解説を務めた。
2016年リオデジャネイロオリンピックにて女子団体戦で2連続金メダルを獲得し、女子個人戦では準決勝で張恵珍に敗れて銅メダルを獲得した。
2017年11月18日、ソウルの新聞社に勤めるソン・ミンスと結婚し、2018年12月31日に子供をもうけた。
2020年東京オリンピックについてKBSにて解説委員を務めた。

## 学歴
- 安養西初等学校 卒業
- 安養西中学校 卒業
- 聖文高等学校 卒業
- 光州女子大学校 初等特殊教育学 学士
- 光州女子大学校 教育大学院 特殊教育学（碩士〈日本の修士に相当〉課程）

## ウェブリンク
- 奇甫倍 ミニホムピィ - サイワールド

- 奇甫倍 - 世界アーチェリー連盟
- 奇甫倍 - Sports Reference